# Olivier Fayssat
Pour les articles homonymes, voir Fayssat.
Olivier Fayssat, né le 24 mars 1968 à Marseille, est un chef d'entreprise et homme politique français.
Avec le soutien des Républicains à droite (RAD), il est élu député à l'Assemblée nationale dans la sixième circonscription des Bouches-du-Rhône en 2024.

## Biographie
Olivier Fayssat est courtier en assurances. Anciennement encarté chez Les Républicains, il est considéré comme un proche d'Éric Ciotti,.
Lors des élections législatives de 2024, Olivier Fayssat est candidat de l'alliance Rassemblement national-Républicains à droite dans la 6e circonscription des Bouches-du-Rhône, qui comprend le 9e arrondissement de Marseille et l'essentiel du 10e arrondissement. Considéré comme un « novice » en politique, voire un « parfait inconnu » selon Challenges, il arrive en tête du premier tour avec 38,27 % des voix. Il devance ainsi Christine Juste, adjointe au maire de Marseille et candidate du Nouveau Front populaire (28,22 %), et le député sortant Ensemble Lionel Royer-Perreaut (25,13 %), qui se désiste sans donner de consigne de vote. Le 7 juillet 2024, Olivier Fayssat est élu député avec 52,33 % des suffrages face à Christine Juste.

## Synthèse des résultats électoraux
| Année | Étiquette | Étiquette | Circonscription         | 1er tour | 1er tour | 1er tour | 2d tour | 2d tour | 2d tour |
| Année | Étiquette | Étiquette | Circonscription         | Voix     | %        | Rang     | Voix    | %       | Issue   |
| ----- | --------- | --------- | ----------------------- | -------- | -------- | -------- | ------- | ------- | ------- |
| 2024  |           | RAD-UXD   | 6e des Bouches-du-Rhône | 19 151   | 38,27    | 1er      | 24 745  | 52,33   | Élu     |